# 太行1942年夏季战役
太行1942年夏季战役，中国亦称太行1942年夏季反“扫荡”、太行区1942年夏季反“扫荡”，是中国抗日战争中中日双方发生的战役。八路军缴获机枪一挺，毁汽车37辆，飞机3架，火车3列，攻克据点29处，八路军副参谋长左权在一次指挥突围中阵亡。